# Шахтёрская (станция МДЖД)
Шахтёрская — тупиковая станция Малой Донецкой железной дороги в городе Донецк. Расположена около микрорайона Гладковка.
Рядом со станцией расположено ломотивное депо ТЧ-20 Шахтёрская
Станция Шахтёрская была оборудована системой электрической централизации стрелок и сигналов. Но в 2000-х годах была снята электрическая централизация. Входной Н, выходные Ч1, Ч2 и маневровые сигналы были разобраны. Сейчас на станции стрелки переводятся вручную, то есть при помощи курбеля.

## Движение поездов
Пассажирское движение по станции осуществляется с 1 мая по конец сентября. Со станции курсирует поезд «Донецкие зори».
На станцию поезда прибывают с нечётными номерами, а после перецепки локомотива поездам присваивается чётный номер, с которым он отправляется соответственно в чётном направлении на станцию Пионерскую.
| № Поезда  | Прибытие | Отправление |
| --------- | -------- | ----------- |
| 17-18     | 10:38    | 10:52       |
| 141-142   | 11:23    | 11:37       |
| 6001-6002 | 12:08    | 12:22       |
|           | Перерыв  |             |
| 6003-6004 | 13:38    | 14:52       |
| 31-32     | 14:23    | 14:37       |
| 297-298   | 15:08    | 15:22       |

## Стоимость проезда
На станции не имеется кассы. Для покупки билета нужно обратиться к юному железнодорожнику, либо к инструктору.
По состоянию на 2019 год, билет до следующей станции стоит:
-Взрослый- 30 рублей;
-Детский (от 3-х лет до 12) — 20 рублей;
-Детям до 3-х лет — бесплатно.